# Dekanat XXII – św. Katarzyny w Wolbromiu
Dekanat wolbromski – św. Katarzyny – dekanat diecezji sosnowieckiej, należący do 1992 do archidiecezji częstochowskiej. Patronem dekanatu jest św. Katarzyna Aleksandryjska.

## Parafie
Do dekanatu należą parafie:
1. Bydlin – Parafia św. Małgorzaty
2. Chlina – Parafia św. Bartłomieja Apostoła
3. Dłużec – Parafia św. Mikołaja
4. Jeżówka – Parafia Wniebowzięcia Najświętszej Maryi Panny
5. Kąpiele Wielkie – Parafia Miłosierdzia Bożego
6. Poręba Dzierżna – Parafia św. Marcina
7. Szreniawa – Parafia Narodzenia Najświętszej Maryi Panny
8. Wolbrom – Parafia św. Katarzyny